# ميل كوين
ميل كوين (بالإنجليزية: Mel Queen) هو لاعب كرة قاعدة أمريكي، ولد في 4 مارس 1918 في Luzerne Township, Pennsylvania ‏ في الولايات المتحدة، وتوفي في 4 أبريل 1982 في فورت سميث في الولايات المتحدة.

## وصلات خارجية
- ميل كوين على موقع دوري كرة القاعدة الرئيسي (الإنجليزية)
- ميل كوين على موقعبيزبول رفرنس.كوم (الدوري الرئيسي) (الإنجليزية)
- ميل كوين على موقعبيزبول رفرنس.كوم (الدوري الثانوي) (الإنجليزية)
- ميل كوين على موقع جمعية أبحاث البيسبول الأمريكية (الإنجليزية)